# Чавес, Карлос
Карлос Чавес (полное имя Карлос Антонио-де-Падуа Чавес-и-Рамирес, исп. Carlos Antonio de Padua Chávez y Ramírez; 13 июня 1899 года, деревня Попотла близ Мехико — 2 августа 1978 года, Мехико) — мексиканский композитор, дирижёр, пианист, музыкально-общественный деятель и музыкальный педагог.

## Биография
Дед Чавеса Хосе, Мария Чавес, был губернатором мексиканского штата Агуаскальентес, в котором значительную часть населения составляют индейцы. В местностях с большой долей индейского населения прошло и детство композитора. Отец Чавеса умер, когда ему было три года, мать, наполовину индианка, была директором местной школы для девочек и сама воспитывала шестерых детей. Первые уроки музыки он получил у одного из своих старших братьев, в дальнейшем Чавес изучал фортепиано под руководством Асунсьон Парра, пианиста и композитора Мануэля Понсе и, наконец, в 1910—1915 годах учился у Педро Луиса Огасона, известного как первый в Мексике исполнитель музыки Клода Дебюсси. Систематического образования в области композиции Чавес, таким образом, не получил.
В 1916 году Чавес и его друзья основали посвящённый вопросам культуры журнал «Гладиос» (исп. Gladios), с 1924-го журналистская карьера Чавеса продолжилась в газете «Эль Универсаль». Одновременно он начал сочинять фортепианные пьесы и аранжировки народных песен, а уже к 1918 году закончил работу над симфонией. В 1921 году Секстет для струнных и фортепиано Чавеса был исполнен и хорошо принят критикой, благодаря чему композитор получил государственный заказ на сочинение балета из истории ацтеков. Балет под названием «Новое пламя» (исп. El Fuego Nuevo) был написан, но так и не поставлен, и лишь в 1928 году его музыка была исполнена в концерте оркестром под управлением автора.
В 1922 году Чавес женился на своей соученице, пианистке Отилии Ортис, и отправился в свадебное путешествие в Европу, проведя в Берлине, Вене и Париже период с октября 1922 по апрель 1923 года. Его «Соната № 2» для фортепиано была принята для публикации в Берлине, а в Париже работу Чавеса одобрил и поддержал Поль Дюка. Вернувшись в Мексику, Чавес выступил пропагандистом и популяризатором новейшей музыки, организовав исполнение в своей стране произведений таких авторов, как Артюр Онеггер, Дариус Мийо, Франсис Пуленк, Эрик Сати, Игорь Стравинский. Затем в 1926—1928 годах Чавес жил в Нью-Йорке, представляя вместе с художником Руфино Тамайо новое мексиканское искусство; в этот период отношения тесного сотрудничества установились между Чавесом и Эдгаром Варезом. В 1928 году Чавес, Варез и Генри Коуэлл основали Панамериканскую ассоциацию композиторов.
Вернувшись в Мексику, Чавес возглавил Национальную консерваторию Мексики (ректор до 1934 года), где среди его учеников в классе композиции оказались в дальнейшем Блас Галиндо, Сальвадор Контрерас, Хосе Монкайо и другие ведущие фигуры мексиканской композиторской школы. Одновременно Чавес стал руководителем Мексиканского симфонического оркестра (после реорганизации переименован в Симфонический оркестр Мексики), во главе которого стоял в течение двух десятилетий (до 1948 г.). Во главе оркестра Чавес впервые в Мексике исполнил более 250 новых и классических сочинений, в том числе и русских авторов (Мусоргского, Римского-Корсакова, Глазунова, Рахманинова, Скрябина, Мосолова, Прокофьева, Шостаковича.
Середина 1930-х годов стала для Чавеса переломным моментом: в силу своих левых политических симпатий он стал смещаться от чистого авангарда, нашедшего выражение в таких сочинениях, как «Энергия» для девяти инструментов (1925) и балет «Лошадиные силы» (англ. H. P.; 1926—1931), в сторону музыки, в наибольшей степени основанной на фольклорном материале. Наиболее известны и характерны Индейская симфония (исп. Sinfonía india; 1935) и пьеса «Хочипилли» (исп. Xochipilli, по имени ацтекского бога цветов, песен и танцев) для духовых и перкуссии, в которой используются ударные инструменты доколумбовой Америки; эта пьеса была написана для концертной программы выставки мексиканского искусства в Музее современного искусства в Нью-Йорке в 1940 году. Здесь же Чавес дирижировал Симфоническим оркестром NBC.
С 1943 года Чавес вёл интенсивную лекторскую деятельность, а затем вплоть до 1952 г. возглавлял Национальный институт изящных искусств (исп. Instituto Nacional de Bellas Artes). Последующие полтора десятилетия он посвятил преимущественно творчеству, создав, в частности, три последние симфонии — Четвёртую (по заказу Луисвиллского оркестра), Пятую (по заказу Фонда Сергея Кусевицкого) и Шестую (по заказу нью-йоркского Линкольн-центра); в 1958—1959 годах преподавал в Гарвардском университете. В 1964 году написал пьесу «Тамбуко» для ударных. В конце 1960-х годов Чавес ненадолго вернулся к административной и педагогической работе: занимался составлением национальной программы музыкального образования, короткое время руководил Национальным симфоническим оркестром Мексики. Затем, однако, трения с коллегами привели к его отставке, и последнее десятилетие жизни Чавеса прошло в значительной степени в США. Последнее выступление Чавеса состоялось 8 мая 1978 года, когда он дирижировал премьерой своего Концерта для тромбона с оркестром в Вашингтоне.